# Eudorylas pachymerus
Eudorylas pachymerus är en tvåvingeart som beskrevs av José Albertino Rafael 1989. Eudorylas pachymerus ingår i släktet Eudorylas och familjen ögonflugor. Inga underarter finns listade i Catalogue of Life.